# Œdipe en Médoc
Œdipe en Médoc est un roman policier de l'auteur français Hubert Monteilhet, paru en 1993. Il est le deuxième volume d'une tétratologie consacrée à l'univers de la gastronomie, quatre récits où l'enquête est menée par le Suisse Peter Rössli, inspecteur d'assurances.
Confronté dans Œdipe en Médoc à un cas de conscience, Rössli renonce à son devoir professionnel. Il fait perdre à sa compagnie deux millions de francs en se refusant à divulguer le secret de famille qu'il vient de découvrir. Il réussit même à convaincre un capitaine de gendarmerie de ne pas révéler la vérité.

## Contexte éditorial
Longtemps chroniqueur gastronomique de Sud Ouest dimanche, Hubert Monteilhet consacre, de 1990 à 1996, une tétralogie romanesque au monde de la table et de la boisson :
- La Part des anges prend place dans l'univers du cognac ;
- Œdipe en Médoc dans celui du vin ;
- Étoiles filantes dans celui de la restauration ;
- Le Taureau par les cornes dans celui de la viande.

Chacun des quatre récits peut être lu indépendamment. La narration y est principalement confiée à Peter Rössli, un inspecteur de l'Union suisse d'assurances. Par lettres, il tient informée son épouse Silvia des progrès de son enquête. Silvia l'aide à chaque fois à débrouiller les énigmes.
Œdipe en Médoc, deuxième roman de la tétralogie, paraît aux Éditions de Fallois en 1993. C'est le 33e livre d'Hubert Monteilhet, et son 18e roman criminel.

## Dates et lieux du récit
Le récit se déroule dans le vignoble du Médoc, principalement dans la propriété viticole des Bourré, en Saint-Estèphe, et dans celle, voisine, des Plessis-Longueville, en Pauillac. Le livre commence par le mariage des Bourré en 1974, et la naissance de leur fille Claudine en 1975. Bourré découvre son infortune conjugale en 1990.
La plus grande partie du récit se déroule en 1991. Christine Bourré meurt en avril. Claude et Claudine se marient le 12 septembre. Peter Rössli arrive sur les lieux le 15 septembre. Il y reste jusqu'au 1er octobre.

## Résumé
À l'article de la mort, Christine Bourré révèle par lettre un secret à son époux Philippe. Le père biologique de leur fille Claudine est Claude du Plessis-Longueville, riche propriétaire d'un deuxième cru de Pauillac. Dans l'ignorance de sa paternité, celui-ci couve la jeune fille de seize ans d'un œil énamouré. Aussi la mourante charge-t-elle son mari de révéler au séducteur le degré de parenté.
Philippe se garde bien de le faire. Au contraire, il favorise l'intimité des cours de maths que Claude donne à Claudine. La jeune fille est bientôt enceinte. Claude, qui avait refusé d'épouser la mère, est contraint, sous la pression de Philippe, d'épouser la fille. Philippe est bien sûr animé par l'esprit de vengeance, mais il se trouve par ailleurs dans une situation financière délicate. Le secret de ce mariage incestueux représente pour lui une source de revenus inespérée. Il veut profiter à outrance de la situation.
Le contrat de mariage porte séparation de biens. Mais Philippe obtient en compensation que Claude signe un testament instituant Claudine son héritière universelle et qu'il souscrive à son profit une assurance vie pour un montant de deux millions de francs auprès de l'Union suisse d'assurances. Ce n'est qu'après le mariage qu'il informe Claude de son degré de parenté avec Claudine.
Un banal soupçon d'escroquerie à l'assurance provoque la venue chez Philippe de Peter Rössli, inspecteur de l'Union suisse d'assurances. Pour prouver qu'il peut désormais compter sur de confortables rentrées d'argent, Philippe a l'inconscience de lui montrer la lettre de son épouse décédée, seule preuve de la paternité de Claude. Rössli, qui déteste les maîtres chanteurs, dérobe la lettre.
Philippe l'entraîne au Plessis-Longueville. Là, Claude et Philippe boivent plus que de raison. Rössli donne à Claude la lettre qui prouve sa paternité. La beuverie continue. Au matin, Claude est retrouvé mort dans la cour d'honneur. La balustrade de fer forgé de son balcon semble avoir cédé. Philippe est retrouvé mort dans son lit, probablement étouffé dans un sac poubelle. Tous deux avaient fermé leur porte à clef.
Philippe est mort environ une heure et demie avant Claude. Pour Rössli, Claude avait de fortes raisons de se suicider, après le choc de la révélation. Il pourrait avoir maquillé son suicide en accident, après avoir tué l'infâme Philippe. Pour l'Union suisse d'assurances, il importe de savoir si, dans le cas de Claude, il s'agit d'un suicide : le risque de suicide étant exclu dans les deux premières années du contrat d'assurance vie, la compagnie éviterait ainsi d'avoir à verser deux millions à la veuve. Mais Rössli se refuse à dévoiler l'inceste, ainsi que le chantage de Philippe. En l'absence de ces informations capitales, les gendarmes ne voient donc en Claude ni un meurtrier ni un suicidaire.
Reste à comprendre comment le meurtrier a pu accéder à la chambre de Philippe, puis en ressortir. Seul un occupant du château, sportif aguerri, parfaitement lucide, peut l'avoir fait, par une toiture que rendait glissante la pluie diluvienne. Claude, ivre-mort comme l'a confirmé l'autopsie, n'était absolument pas en état d'effectuer le dangereux cheminement. C'est l'épouse de Rössli qui trouve la clef de l'énigme : toute la soirée, Claude a fait semblant de s'enivrer. Il n'a bu qu'entre le meurtre et le suicide, pour présenter une alcoolémie convaincante à l'autopsie. Rössli veut éviter que les gendarmes ne découvrent que Claude a versé le contenu de ses verres dans le terreau de plantes d'intérieur. Aussi, prétendant que c'est lui-même qui par sobriété a effectué cette opération, demande-t-il à Claudine de faire changer le terreau.
Mais le capitaine de gendarmerie vient à l'apprendre. Soupçonnant Rössli d'avoir été payé par Claude pour défendre ses intérêts posthumes, il le place en garde à vue. Pour éviter que la vérité n'apparaisse aux yeux de Claudine, Rössli n'a d'autre solution que de tout raconter au capitaine de gendarmerie. Puis il lui fait remarquer que le maître chanteur et son meurtrier sont morts ; que la sûreté publique n'est donc plus en cause ; que faire jaillir la lumière pour le principe n'apporterait qu'un scandale, et le suicide quasi certain d'une femme enceinte. Rössli fait appel au sens des responsabilités humaines et chrétiennes du gendarme. Celui-ci se laisse convaincre, et renonce lui aussi à son devoir.

## Personnages
- Claude du Plessis-Longueville, 41 ans, propriétaire d'un deuxième cru de pauillac de près de 100 hectares, aux « épaisses graves günziennes[5] », parfaitement géré, extrêmement coté, dont les quelque 25 000 caisses s'exportent aux trois quarts. Séduisant. Calme, réfléchi, maître de lui. « Des amis, des appuis partout. Premier adjoint au maire. Membre éminent du CIVB avec voix délibérative. Légion d'honneur. Mérite agricole. » Intelligent, élégant, plein d'esprit, bienveillant, toujours de bonne humeur. « Sciences-po et licence en droit, rien que pour se distraire, pour s'amuser. Études d'œnologie à Bordeaux, pour faire sérieux[6]. » Auteur d'un traité sur la conduite des températures de fermentation. Pieux, versé en théologie. Auteur d'une plaquette de vers libres. Pratique la chasse, le ski, l'escalade, le jumping et le polo. Une « vie privée exemplaire[6] » : il n'affiche pas ses maîtresses.
- Christine Bourré, née Fabrichon, fille d'un éminent maître de chai du château Montrose, élevée dans le sérail. « Femme sensuelle et sans grande instruction », juge le faussaire Mazara au vu de son écriture. Maîtresse de Claude, qui lui refuse le mariage. N'a jamais aimé Philippe Bourré. Elle l'épouse faute de mieux, sans savoir qu'elle est enceinte de Claude. Elle reste encore seize ans la maîtresse de ce dernier, sans lui révéler sa paternité. Au château Tailloir, elle joue un rôle prépondérant en matière de viticulture, de vinification et de commercialisation. Elle gère et supervise l'activité hôtelière du château, qui fournit un complément de revenus.
- Comtesse du Plessis-Longueville, mère de Claude. Elle a obtenu le domaine par son divorce, puis a fait donation entre vifs à son fils du plus clair de ses biens.
- Philippe Bourré, une quarantaine d'années, propriétaire à Saint-Estèphe d'un modeste cru bourgeois d'une douzaine d'hectares, le château Tailloir, qui « souffre par endroits d'un excès de calcaire[5] », cru « sans intérêt[7] », qui a « toujours comme un défaut » et qui n'excite pas la clientèle. Petit et rondouillard, Philippe a pour modèle son camarade de collège et voisin, son meilleur ami, Claude, qui lui a plusieurs fois soufflé des filles. Philippe est flatté des succès de Claude comme s'ils étaient les siens, il est ravi que Claude soit heureux à sa place, il jouit dans son ombre « comme par procuration[8] ». Ses talents d'œnologue sont limités. Une situation désastreuse : plus d'emprunts que de capital immédiatement disponible. Claude l'aide financièrement. Philippe lui a notamment emprunté de quoi payer un détective privé pour enquêter sur l'infidélité de sa femme.
- Claudine Bourré, fille de Christine. Son père biologique n'est pas Philippe, mais Claude. Ingrate, elle méprise Philippe, elle ne daigne même pas lui parler.
- Maître Leverrier, avocat et ami de vingt ans de Philippe.
- Chanoine Gustave Fabrichon, oncle de Christine. Une « tête branlante de vautour déplumé[9] ».
- Finet, cuisinier ivrogne et négligent du Tailloir. « Fourbe fripouille », selon Bourré.
- Gaston, onctueux maître d'hôtel écossais des Plessis-Longueville. Porte perruque. Distant, « une étonnante manière de vous fixer sans paraître vous voir[10] ».
- Madame Lambert, vieille pensionnaire du Tailloir, insomniaque et somnambule. « Tel un fantôme d'Hamlet, elle rôde la nuit à la recherche d'eau fraîche et de recoins pour faire pipi[11]. »
- John Peter Gray, marquis de Killany, Anglais, propriétaire d'un troisième cru de margaux. Amant de la comtesse du Plessis-Longueville. Tiré à quatre épingles, très aimable.
- Capitaine Guéret, commandant la compagnie de gendarmerie de Lesparre. Grand, brun, mince, distingué. Des lunettes cerclées d'or lui donnent « un petit air intellectuel[12] ». Catholique pratiquant, il a quatre enfants, et en attend un cinquième.
- Peter Rössli, Suisse alémanique, protestant, un « caractère formaliste[13] », selon son épouse. Inspecteur de l'Union suisse d'assurances.
- Silvia Rössli, épouse de Peter, Suissesse francophone originaire du Tessin, catholique. Enseignait la littérature française à l'université de Genève. Une lucidité exceptionnelle, selon son époux : une Miss Marple pour l'intuition, un Hercule Poirot pour le raisonnement[14]. Ayant contracté la tuberculose, elle effectue un long séjour au sanatorium de Beatenberg. Elle a, dit son mari, l'« l'avantage inappréciable de l'altitude et du recul, deux éléments essentiels à la moindre intelligence des phénomènes. Dans des conditions aussi favorables, elle prend une vision neuve et même poétique des choses et elle distingue comme en relief ce qui a échappé à ceux qui ont tourné en rond sur les platitudes prosaïques du terrain[14]. »
- Le gros Kopf, sous-directeur de l'Union suisse d'assurances, supérieur de Rössli. Protestant. « Toujours soucieux de ne rien laisser perdre[7] […] Terriblement finaud dès qu'il y a de l'argent en jeu[15]. » Il reproche à Rössli son vice : découvrir des problèmes moraux. Lui, qui n'hésiterait pas à rendre publics 10 000 incestes pour gagner 3,50 francs[16], ne fait de la morale qu'au temple le dimanche, ce qui ne lui coûte que deux francs par semaine[15].
- L'épouse du capitaine Guéret. Plus intuitive que son mari et que Rössli, elle comprend tout de suite qu'un homme comme Claude ne boit pas. S'il le fait, c'est dans un but précis.
- Mademoiselle Pitre, infirmière de la clinique du Bon Secours, où Christine Bourré a fini ses jours. La trentaine passée. Ni beauté ni charme. « Son long visage jaune encadré de cheveux filasse en désordre faisait songer à un hareng saur sur un plat de nouilles[17]. » Dans sa table de nuit, un vibromasseur et un préservatif, « qui était peut-être là comme un gri-gri, une prière, pour attirer des hommages improbables[18] ». Elle a pris photocopie de la lettre de Christine évoquant la paternité de Claude. Dix-sept ans plus tard, elle s'avise de faire chanter Claudine.
- Amedeo Mazara, dit « paluches dorées », dit « doigts de fée », dit « l'artiste », Sicilien, faussaire réputé. Il est reconnaissant à Rössli de n'avoir pas surchargé son dossier dans deux affaires anciennes. À présent retiré à Aix-en-Provence.

## Points de vue croisés sur les deux protagonistes
Le livre comprend deux parties de longueur inégale, qui donnent des points de vue très différents sur les deux personnages principaux, Claude du Plessis-Longueville et Philippe Bourré.

### Première partie
La première partie, « Les prodromes », ne compte qu'une cinquantaine de pages. Elle se compose de lettres (lettres de Claude, de l'avocat de Philippe, de Christine, de l'Union suisse d'assurances), de coupures de presse et d'extraits du journal intime de Claudine.
- Philippe, le malheureux cocu, n'est guère brillant, mais, à défaut de susciter l'admiration du lecteur, il peut bénéficier de son indulgence, voire éveiller sa compassion. Il est décrit comme simple, modeste, distrait, plutôt effacé, doux, timide, très épris de son épouse, aimant les fleurs, aquarelliste du dimanche, d'une complaisance bornée, d'une gentillesse inoffensive. « Trop gentil, selon sa fille. Une brave pantoufle[19]. » Selon Claude, il est rêveur, sensible, confiant, dénué d'esprit critique ; il a besoin « d'aimer et de se dévouer[5] ». Lorsque Philippe apprend la vérité, son désarroi fait peine à voir. Claude, gémit-il, lui a « tout pris, tout volé », il a ridiculisé trente ans d'amitié, dix-huit ans d'amour conjugal, dix-sept ans d'amour paternel. Philippe manque « en devenir fou de désespoir » : « Je n'ai plus d'ami, je n'ai plus de femme, je n'ai plus de fille. J'ai vécu pour rien ! Mes jours ont été vidés de leur valeur et de leur sens. Quelle trahison que celle qui détruit l'individu avec ses certitudes et ses rêves[20] ! »
- Claude apparaît sous un jour peu engageant. Ses lettres révèlent un goujat d'une lâcheté parfaite, un irresponsable. Et Philippe voit en lui un comédien, un hypocrite, un « chacal[21] » appliqué à de honteuses et misérables manigances. Tout semble condamner Claude : il engrosse une mineure, fille de sa maîtresse récemment décédée, elle-même épouse de son meilleur ami.

### Deuxième partie
La deuxième partie, « Le drame », est composée de deux longs rapports de Rössli à son épouse, d'un rapport du capitaine Guéret à Rössli et d'une réponse de Silvia Rössli  à son mari. Les jugements sur Claude et Philippe s'inversent, parce que bourreau et victime ont échangé leurs rôles, mais aussi parce que le narrateur devient Peter Rössli, et que, tout comme sa femme, il juge vite et sans appel.
- D'emblée, Rössli prend en aversion Philippe. Il voit en lui un « individu » d'une « méchante vulgarité[22] », et surtout un maître chanteur. Or, il déteste les maîtres chanteurs. L'aquarelliste du dimanche s'est transformé en « une bête malfaisante[23] », un cynique, une hyène, un sadique. Philippe se vante de tenir à la gorge Claude[24], l'auteur de longues et noires trahisons[25]. En « fraternelle sangsue », il est bien décidé à l'écraser, le piétiner, le laminer[26]. Pour Rössli, pas question de circonstances atténuantes : il ne prend pas en compte l'abîme de désespoir dans lequel Philippe s'est retrouvé précipité. S'il juge compréhensible son amertume, il est choqué par sa haine, par sa préméditation et par son chantage « satanique »[25]. Silvia Rössli, elle non plus, ne fait preuve d'aucune mansuétude : Philippe n'était auparavant qu'un « médiocre[23] » ; il est devenu quelqu'un de « tout à fait imbuvable, comme si une possession démoniaque, celle de Caïn, peut-être, s'était emparée de son être[13]. »
- L'inspecteur suisse a tout de suite un préjugé très favorable pour Claude, qu'il trouve digne, d'une « élégance innée » et d'un « caractère sympathique »[27]. Silvia le décrète certes léger, désinvolte, condamnable, mais, recommande-t-elle, il ne faut pas le juger « en protestant trop rigide ». Rössli considère que Claude, au contraire de Philippe, n'a jamais haï personne. Sa chair a failli, mais nul n'est à l'abri de faiblesses de la chair[25]. « J'ai le sentiment, dit Rössli,  qu'une telle différence est essentielle dans le jugement que nous sommes amenés à porter sur autrui. L'aveugle haine, la vengeance recuite ne résolvent jamais rien et sèment partout la mort et la ruine[25]. »

## L'expiation de Claude
Claude est déterminé à prendre ses responsabilités : « Je ferai l'impossible, dit-il, afin de sauvegarder la mère et l'enfant, les préserver de toute épreuve insupportable. C'est mon devoir et c'est mon affaire. » Un verset de l'Évangile selon saint Jean le conforte dans sa décision : « Il n'est pas de plus grand amour que de donner sa vie pour ceux qu'on aime. » Claude, dit Silvia Rössli, était « homme de plaisir, mais aussi homme religieux ». Il a pu voir dans le sacrifice de sa vie « l'expiation possible de ses fautes, et la seule possible, peut-être ».

## Le cas de conscience de Rössli
Rössli, en tant que protestant, ne croit guère aux cas de conscience, qui sont généralement « la rançon d'une morale imprécise ». Un protestant, dit-il, doit toujours être capable de « distinguer la marche à suivre ». L'inspecteur reconnaît tout de même qu'il y a des cas « où il est permis d'hésiter un moment » : son devoir professionnel lui commande de livrer une information permettant à sa compagnie d'économiser deux millions de francs ; mais, s'il parle, il provoque le suicide d'une femme enceinte.
« La petite Claudine, dit-il, n'est responsable ni des trahisons ni des agissements de son véritable père. » Il considère par ailleurs que « l'honneur d'une femme et d'un enfant » vaut plus de deux millions. Rössli se refuse donc à divulguer le secret de l'inceste et du chantage, qui aurait permis d'établir que Claude est le meurtrier et qu'il s'est suicidé. Silvia approuve entièrement son mari : « Ce serait assassiner notre Claudine pour le plaisir stérile de résoudre officiellement une énigme. » Rössli réussit même à convaincre le capitaine de gendarmerie, catholique pratiquant, de renoncer lui aussi à son devoir professionnel : « La sûreté publique n'est plus en cause. En vous acharnant à faire toute la lumière pour l'amour de l'art et de la paperasse, vous n'obtiendriez d'autre résultat qu'un scandale épouvantable et le suicide de la malheureuse Claudine. En tant que gendarme, vous avez d'abord des responsabilités humaines. Vous êtes aussi un chrétien et un homme de cœur. Vous devez comprendre mieux qu'un autre où est votre véritable devoir. »